# Enhanced Real Time Ethernet Controller
(Isochronous) Enhanced Real Time Ethernet Controller, kurz ERTEC, ist ein auf einen ARM946ES-Kern bzw. ARM926-Kern (ERTEC200P) basierender Mikroprozessor (ASIC) mit integrierten Ethernet Switch für isochrone Echtzeitkommunikation via Profinet des Unternehmens Siemens und Renesas Electronics, früher NEC.
Der Mikroprozessor wird bei den meisten Profinet-Geräten von Siemens eingesetzt. Auch andere Unternehmen können den Prozessor erwerben, um ihr Gerät mit Profinet auszustatten.
Die Datenübertragung über Profinet IO wird vollständig von der ERTEC Hardware ausgeführt. Die Ressourcen des integrierten ARM-Kerns stehen somit für andere Anwendungen, zum Beispiel zum Steuern oder Bedienen einfacher Feldgeräte, zur Verfügung.
Wie bei Profibus wird die ERTEC-Technologie offen vermarktet.
Der ERTEC wurde im Januar 2006 von der Zeitschrift Control Engineering mit einem „Editors’ Choice Award“ in der Kategorie „Netzwerke und Kommunikation“ ausgezeichnet.

## Übersicht ERTEC200 vs. ERTEC400
|                                      | ERTEC 200P        | ERTEC 200         | ERTEC 400                                 |
| ------------------------------------ | ----------------- | ----------------- | ----------------------------------------- |
| Prozessorkern                        | ARM926            | ARM946            | ARM946                                    |
| Busbreite                            | 32 Bit            | 32 Bit            | 32 Bit                                    |
| Switch Ports (10/100Mbit Ethernet)   | 2                 | 2                 | 4                                         |
| max. Takt                            | 250 MHz           | 150 MHz           | 150 MHz                                   |
| SRAM (Ethernet)                      | 256 kBytes        | 64 kBytes         | 192 kBytes                                |
| Minimale Zykluszeit (Ethernet)       | 31,25 µs          | 250 µs            | 250 µs                                    |
| PCI Interface                        | Nein              | Nein              | V2.2 Taktfrequenz 66 MHz Busbreite 32 Bit |
| Physische Schicht (PHY)              | Ja                | Ja                | Nein                                      |
| Integrierte DMA Kontroller           | Ja                | Ja                | Nein                                      |
| Anzahl parametrierbare Ein-/Ausgänge | 96                | 45                | 32                                        |
| typ. Leistungsaufnahme               | TBD               | 0,99 W            | 0,72 Watt                                 |
| Maximale Leistungsaufnahme           | 1,62              | 1,4 W             | 1,0 Watt                                  |
| Temperaturbereich                    | −40 °C bis +85 °C | −40 °C bis +85 °C | −40 °C bis +85 °C                         |